# Lincoln (Anglia)
Lincoln (kiejtése ˈlɪŋkən) város az Egyesült Királyságban, Lincolnshire történelmi megye és a Lincolni egyházmegye központja. Lincoln Kelet-Angliában, az East Midlands régióban helyezkedik el a Witham folyó partján, Londontól 227 km-re északra. Már a római időkben is város állt a helyén Lindum Colonia néven. Katedrálisa az angliai gótikus építészet egyik remeke. Lakossága 2011-ben 93 541 fő volt.

## Története
A város területén a legkorábbi település az i. e. 1. századból származik. A kerek faházakból álló falu a Witham folyó kiszélesedésénél, a Brayford Pool partján terült el, egy nagy domb tövében, melyre később a katedrális és a vár is épült. Neve a kelta briton nyelvből származik, Lindon azt jelenti, hogy tó.

### Lincoln a római időkben

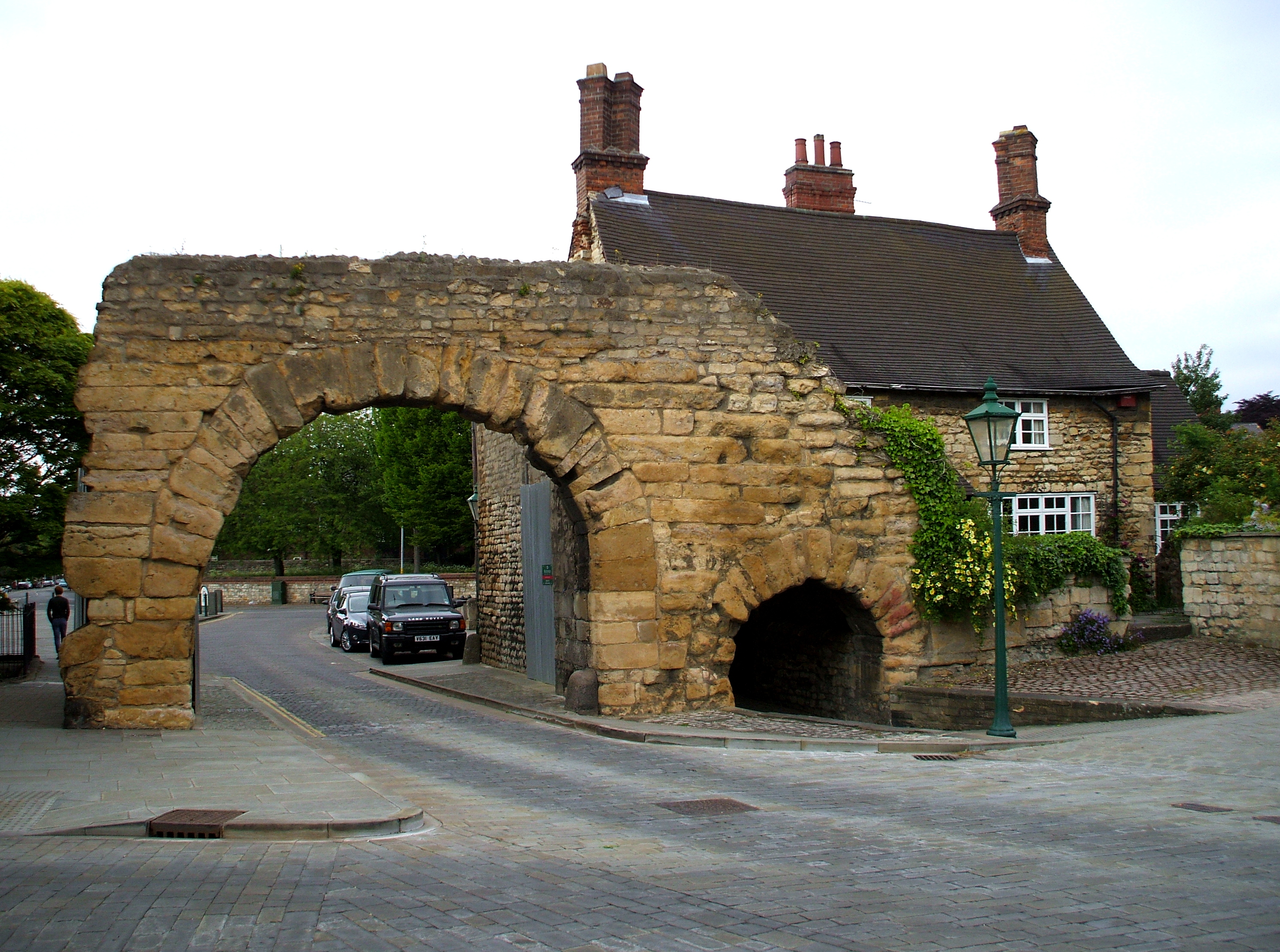
A Newport Arch, egy 3. századi római kapu maradványa

A rómaiak i. sz. 48-ban hódították meg Britanniának ezt a részét és röviddel utána a dombtetőn erődöt emeltek az itt állomásozó légió számára. 71-ben a légió átköltözött Eboracumba, az itteni települést pedig a veteránok számára coloniává változtatták Lindum Colonia (teljes nevén Colonia Domitiana Lindensium) néven. A település virágzó várossá növekedett, kinőtte az erődöt és a domboldalon egészen a vízpartig terjeszkedett. A tenger felől is elérhető volt a Trent és Witham folyókon felhajózva. A 4. század elején Britannia Inferior provincia szétválasztása után Flavia Caesariensis provincia fővárosa volt.
A római uralom végével a város is nagyrészt elnéptelenedett, de teljesen nem hagyták el. 629-ben Yorki Paulinus is meglátogatta a helyi prefektust. A város neve ekkorra az angolszász hódítók nyelvén Lincylene lett.

### A normann hódításig
A viking korszak beköszöntével Lincoln fontos kereskedelmi központtá vált, amely saját pénzt veretett és a 10. az. végére pénzverdéjének jelentősége elérte Yorkét. A Danelaw 886-os megalakulása után Lincoln a dán uralom alatt álló terület öt fontos városának (five boroughs)egyike volt.
A normann hódítás után két évvel, 1068-ban Normandiai Vilmos elrendelte, hogy a terület ellenőrzése céljából a régi római város helyén a dombtetőn építsenek új erődöt.

### A katedrális

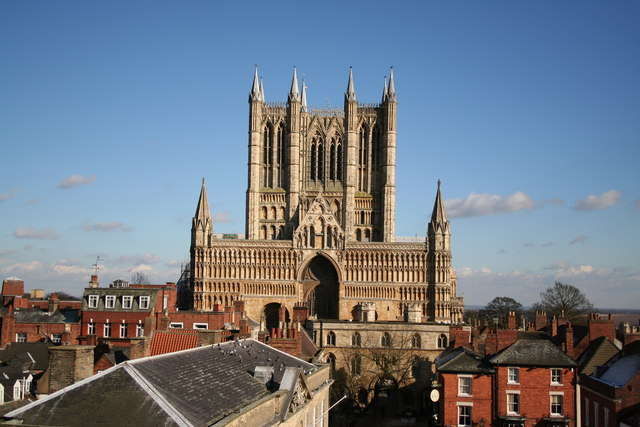
A lincolni katedrális

A lincolni székesegyházat 1088-ban kezdték el építeni, miután az egyházmegye püspöke a városba költözött. 1092-re elkészült, de a felszentelő püspök két nappal később meghalt. 1141-ben leégett a tetőszerkezete, 1185-ben pedig összedöntötte egy földrengés. A következő évben elkezdték az újjáépítést, ami több mint 100 évig tartott, de mikor elkészült a legújabb építészeti invenciókat magába foglaló hatalmas katedrális a világ legmagasabb épülete címmel büszkélkedhetett. 160 m magas központi tornya magasabb volt a Kheopsz-piramisnál is, azonban 1549-ben egy szélvihar ledöntötte a rendkívül meredek toronysüveget, amit azóta sem állítottak vissza; így ma csak 82 m magas.
Lincoln püspöke a középkori Anglia leggazdagabb birtokosai közé tartozott. Egyházmegyéje a legnagyobb volt az országban és több kolostor volt a területén, mint Anglia többi részén együttvéve. A Magna Carta aláírásának egyik tanúja Wellsi Hugó, lincolni püspök volt és a dokumentum máig fennmaradt négy eredeti példányának egyikét a lincolni várban, egy másolatát pedig a székesegyházban őrzik.

### A középkori város

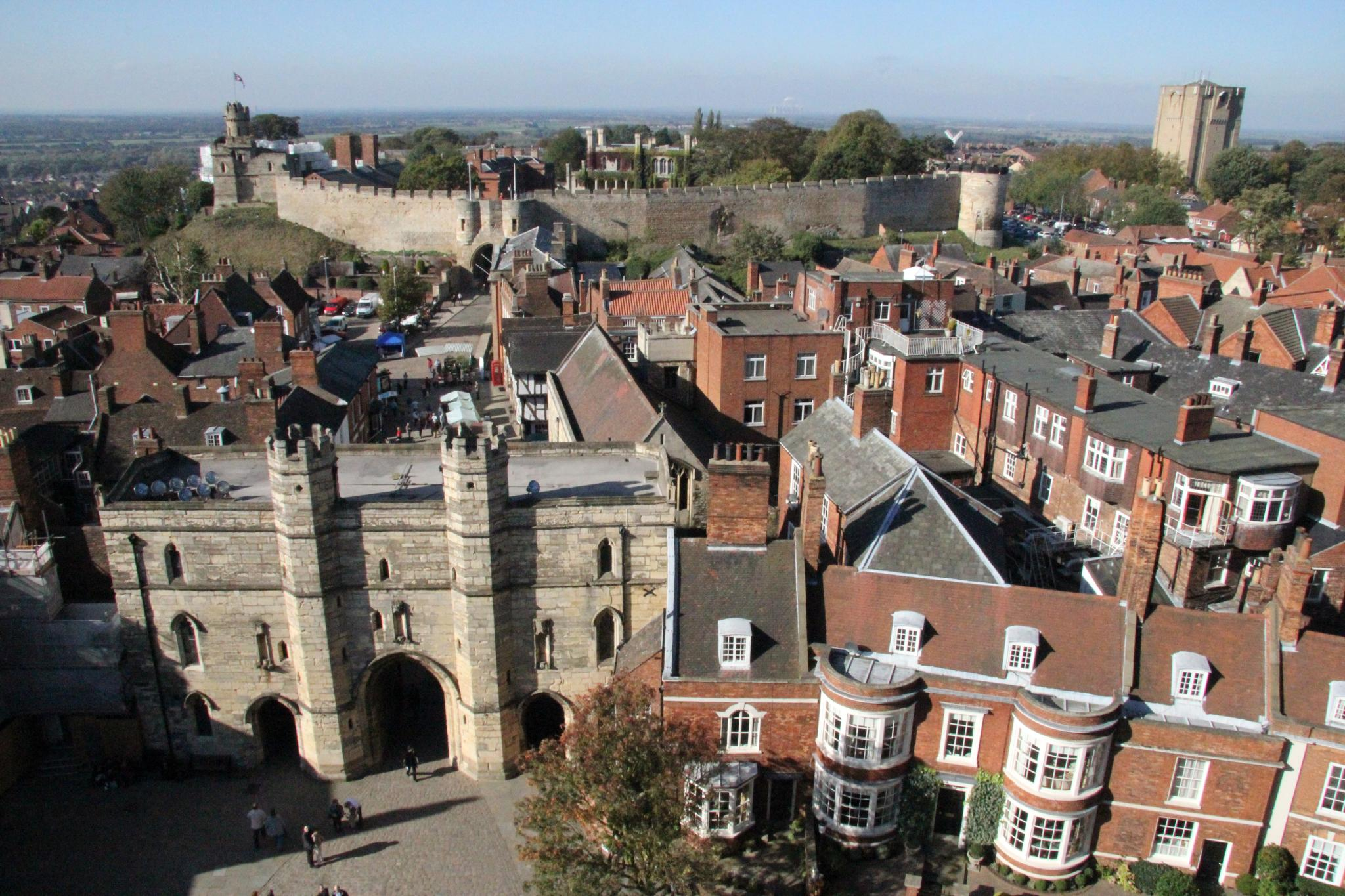
Lincoln vára

A 12. század közepi zavaros idők alatt Lincolnban került sor István király és Matilda császárné erői közötti döntő ütközetre. István maga is fogságba esett.
1150-ra Lincoln volt az ország egyik leggazdagabb városa, a 13. században pedig a harmadik legnagyobb is. Gazdagságának forrása a Flandriába exportált nyersgyapjú és szövet volt. A lincolni takácsok skarlát és zöld szövete messze földön híres volt, állítólag Robin Hood is lincolni zöld gyapjúszövetből varrott ruhát hordott.
Lincolnban élt az ország öt legnagyobb zsidó közössége közül az egyik. A 12. században épült Zsidó ház az egyik legrégebbi, épségben megmaradt városi lakóház Angliában. 1190-ben a Norfolkban kezdődő antiszemita pogromok Lincolnra is átterjedtek és bár a lakosoknak a királyi tisztviselők menedéket adtak, házaikat kifosztották. 1255-ben a lincolni vérvád során azzal vádolták a zsidókat, hogy rituálisan meggyilkoltak egy keresztény fiút és 18-at közülük londoni Towerben kivégeztek. I. Edward 1290-ben minden zsidót kiűzött az országból.
1217-ben itt zajlott III. Henrik és a francia VIII. Lajos erői között az egyik fontos ütközet. Mindketten az angol trónra áhítoztak. A francia sereg a lincolni várba szorult királyhű katonákat ostromolta, mikor megérkezett Henrik hadvezére és hatórás csatában szétszórta a franciákat, utána pedig kifosztotta a várost.
A 14. században a folyó többszöri árvize és a pestisjárványok után a város hanyatlani kezdett. VIII. Henrik rendelete a kolostorok bezárásáról különösen érzékenyen érintette a lincolni egyházmegyét, egyedül a városban hét kolostort számoltak fel. Eltűntek a gazdag apátok és jelentősen megcsappant a püspök jövedelme, így a patronálási lehetőségek is. A székesegyház tornyát is azért volt képes ledönteni a vihar, mert nem volt pénz az elkorhadt tetőszerkezet javítására.

### Újkor

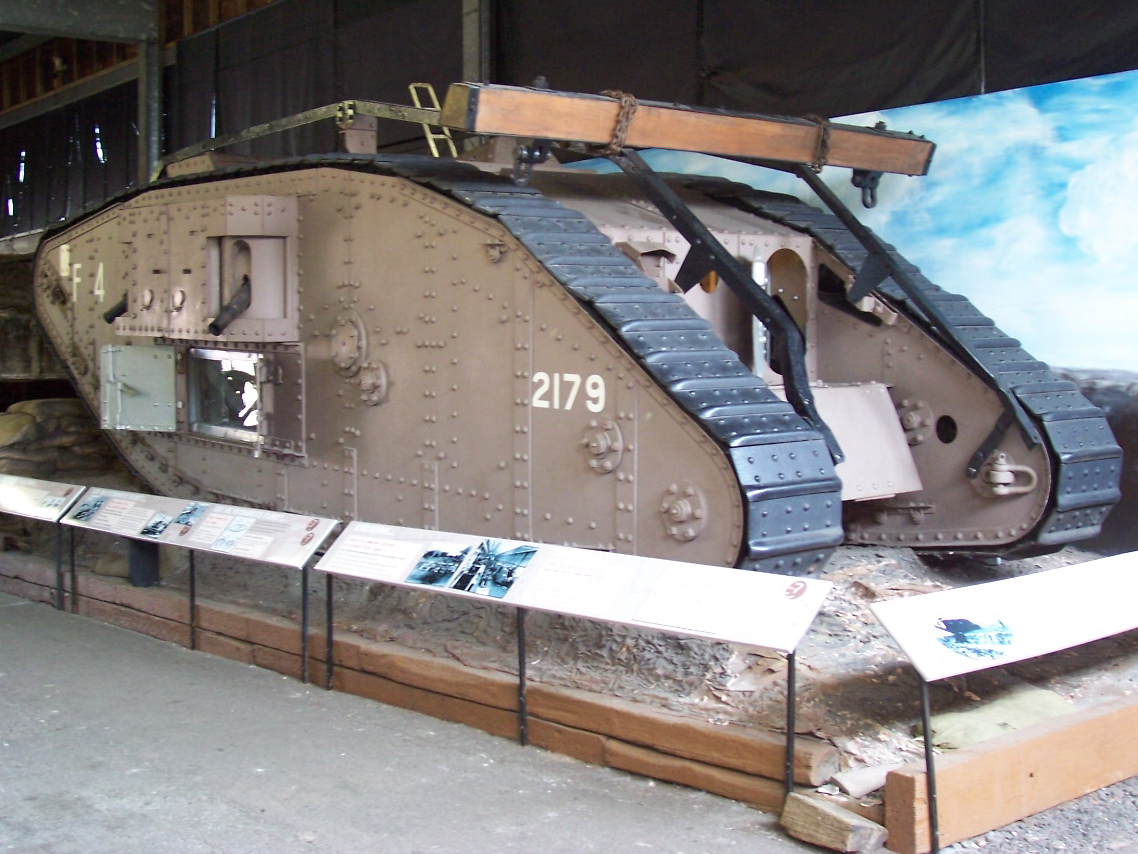
Lincolnban készített korai tank

Az angol polgárháború idején Lincoln a királyhű és parlamenti erők közötti frontvonalra került. Többször is gazdát cserélt és épületeinek jelentős része megrongálódott. Az iparosok elmenekültek és a tengertől is messze volt ahhoz, hogy kereskedelmi központtá váljék. Így, miközben Anglia gazdasága fellendült, Lincoln csak vegetált, "egyutcás" város lett belőle.
A 18. században a mezőgazdasági forradalomnak és a csatornaépítésnek hála Lincoln gazdasága is növekedni kezdett. Az ipari forradalom beköszöntével, miután a vasút is elérte a várost, teljes mértékben be tudott kapcsolódni az ország virágzó gazdasági életébe. A helybeli ipart főleg a nehézgépgyártás: mozdonygyártás és gőzexkavátorok készítése jellemezte.

### 20. század
1904-1905-ben tífuszjárvány sújtotta a várost. A szennyezett víz által terjesztett betegség 131 áldozatot követelt, köztük a Lincoln vízellátásáért felelős személyt is. A járvány leküzdésében nagy szerepet játszott az akkor felállított klóros vízfertőtlenítő állomás; ez volt az egyik első próbálkozás egy település vízellátásának vegyszeres fertőtlenítésére.
Az első világháború idején Lincolnban gyártotta a William Foster&Co. az első tankokat.
A nehéziparáról nevezetes városban a második világháborúban is nagy mennyiségű tankot, katonai járművet, repülőgépet, lőszert állítottak elő.
A háború után a város legnagyobb munkaadója a Ruston&Hornsby hajók és mozdonyok számára gyártott dízelmotorokat és világelső volt a gázturbinás motorok sorozatgyártásában.

## Gazdaság

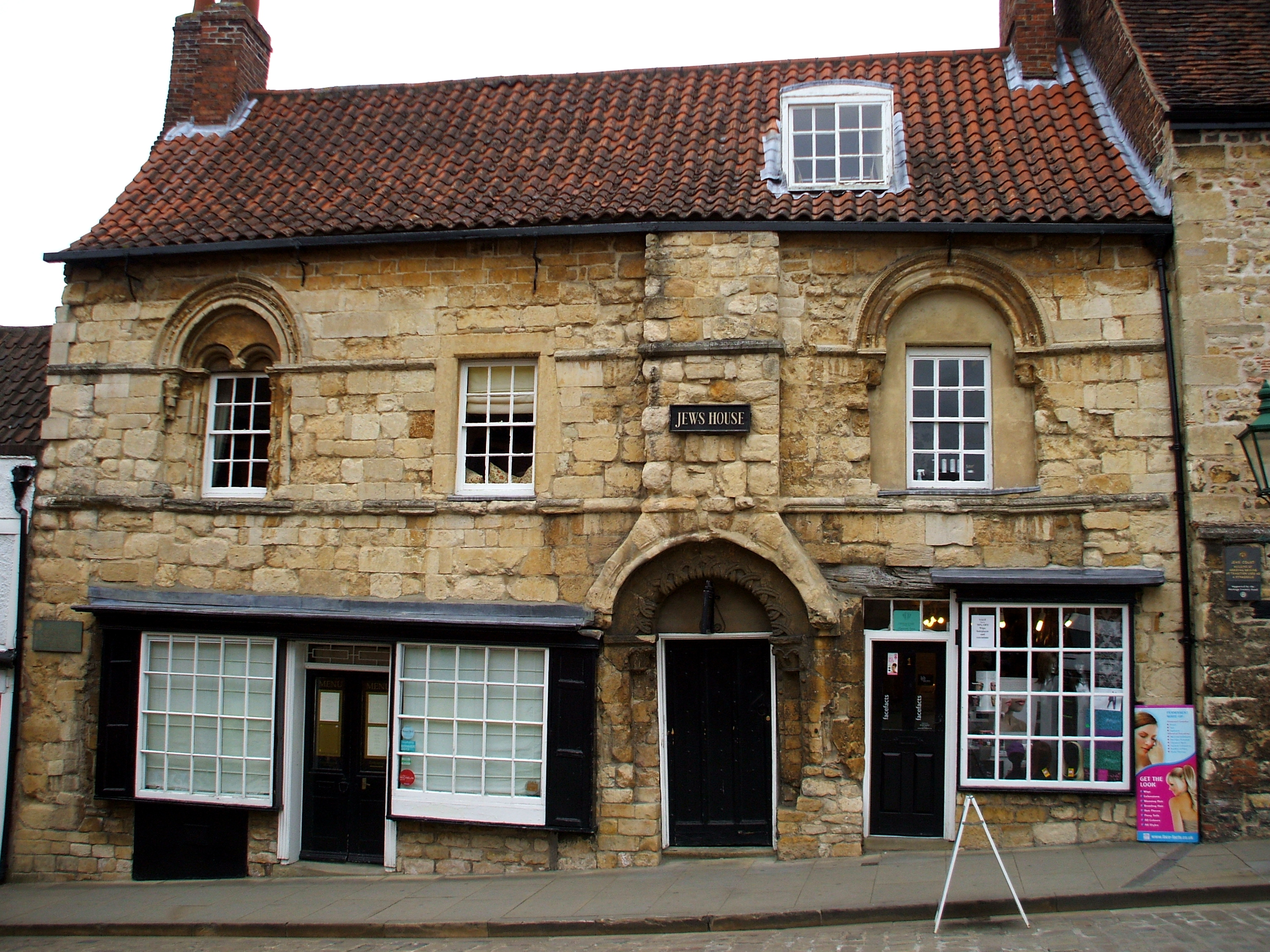
A 12. századi Zsidó ház

A 21. századra Lincoln nehézipari létesítményei jobbára megszűntek, bár a Siemens által felvásárolt dízelmotorgyártás továbbra is megmaradt. A legnagyobb munkaadók a közigazgatás, az egészségügy és az oktatás a munkaképes lincolniak egyharmadát foglalkoztatják.
A többi angol városhoz hasonlóan gyorsan növekszik az IT-szektor és az internetes kereskedés aránya. A város egyetemei is jótékonyan hatnak a helyi kisvállalkozásokra. A város látnivalói is sok turistát vonzanak, akik kiszolgálására szállodák, éttermek és taxisok állnak rendelkezésre.

## Oktatás
Lincolnnak két egyeteme van. A régebbi, a Bishop Grosseteste University 1862-ben nyitotta meg kapuit, akkor még mint az anglikán egyház tanárképző intézménye. A teljes egyetemi státuszt 2012-ben kapta meg, profilja elsősorban a tanárképzés és a művészeti és humán kurzusok.
Az újabb és nagyobb Lincolni Egyetem 1996-ban kezdte működését mint Lincolnshire és Humberside Egyeteme. Miután a művészeti és mezőgazdasági főiskolákat magába olvasztotta, 2002-ben átnevezték Lincolni Egyetemre.
Egyéb felsőoktatási intézmények a városban a Lincoln College és az Access To Music zenei főiskola.

## Sport

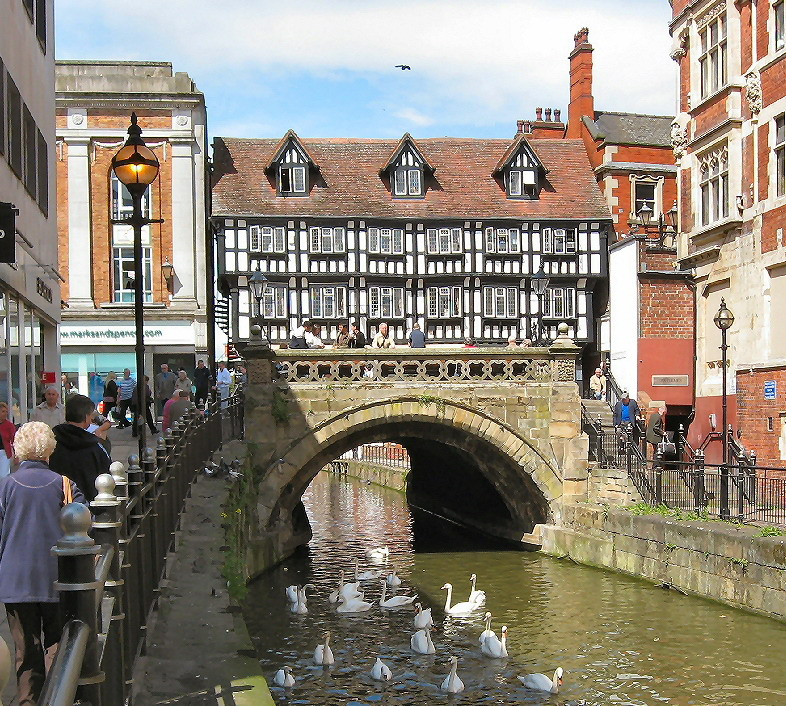
A 16. századi High Bridge

A város futballcsapata, a Lincoln City FC, becenevén Imps vagy Red Imps az angol bajnokság középső osztályában, a Conference Premier ligában játszik.
A női futballcsapat, a Lincoln Ladies F.C. a nyolc legjobb angol klub közé tartozott, de 2014-ben áthelyezték Nottinghamba.

## Látnivalók
Lincoln legnagyobb turisztikai nevezetessége a székesegyháza. A katedrális a harmadik legnagyobb ilyen épület Angliában (a londoni Szent Pál-székesegyház és a yorki Minster után). Az 1311-ben elkészült gótikus katedrálisról John Ruskin így írt: "Mindig is állítottam... hogy Lincoln katedrálisa a Brit-szigetek építészetének legeslegbecsesebb darabja és felér nagyjából bármely két másik székesegyházunkkal együttvéve."
A püspöki palota a katedrális mellett látható.
A lincolni várat Hódító Vilmos építtette újonnan szerzett országa fölötti hatalma megerősítésére. A normann erődöt a 18. századtól börtönként hasznosították.
Megtekinthető a Lincolnshire-i Gyűjtemény (a helytörténeti múzeum és az Usher-galéria); a 18. századi természettudós, Sir Joseph Banks trópusi növénygyűjteménye; valamint a belvárosban számos jó állapotban fennmaradt középkori lakóház és egyéb építmény.

## Éghajlat
Lincolnnak a Brit-szigetekre jellemző mérsékelt óceáni éghajlata van, a hűvös nyarak és enyhe telek jellemzik.
| Hónap                                                    | Jan.  | Feb.  | Már.  | Ápr. | Máj. | Jún. | Júl. | Aug. | Szep. | Okt. | Nov. | Dec.  | Év    |
| -------------------------------------------------------- | ----- | ----- | ----- | ---- | ---- | ---- | ---- | ---- | ----- | ---- | ---- | ----- | ----- |
| Rekord max. hőmérséklet (°C)                             | 13,9  | 17,4  | 22,4  | 26,1 | 27,8 | 32,4 | 32,2 | 34,8 | 30,3  | 29,2 | 17,8 | 15,1  | 34,8  |
| Átlagos max. hőmérséklet (°C)                            | 6,3   | 6,7   | 9,4   | 11,7 | 15,4 | 18,3 | 21,0 | 20,9 | 17,7  | 13,6 | 9,2  | 7,0   | 13,1  |
| Átlagos min. hőmérséklet (°C)                            | 1,0   | 1,0   | 2,5   | 4,0  | 6,7  | 9,7  | 11,9 | 11,8 | 9,8   | 6,8  | 3,6  | 2,0   | 5,9   |
| Rekord min. hőmérséklet (°C)                             | −13,8 | −15,6 | −11,1 | −4,7 | −2,0 | 0,0  | 3,3  | 3,9  | 0,0   | −3,2 | −6,7 | −14,0 | −15,6 |
| Átl. csapadékmennyiség (mm)                              | 52    | 38    | 47    | 44   | 48   | 55   | 45   | 58   | 52    | 53   | 52   | 55    | 599   |
| Havi napsütéses órák száma                               | 59    | 73    | 110   | 144  | 202  | 186  | 200  | 192  | 141   | 109  | 71   | 52    | 1538  |
| Forrás: Met Office, Royal Dutch Meteorological Institute |       |       |       |      |      |      |      |      |       |      |      |       |       |

## Nevezetes lincolniak
- George Boole, matematikus
- Jim Broadbent, Oscar-díjas színész
- William Byrd, zeneszerző
- Penelope Fitzgerald, író, költő
- John Hurt, Golden Globe-díjas, Oscar-jelölt színész
- Neville Marriner, karmester és hegedűművész

## Testvérvárosai
- Neustadt an der Weinstraße, Németország
- Port Lincoln, Ausztrália
- Radomsko, Lengyelország
- Tangsan, Kína

## Fordítás
- Ez a szócikk részben vagy egészben  a   Lincoln, England című angol Wikipédia-szócikk ezen változatának fordításán alapul.  Az eredeti cikk szerkesztőit annak laptörténete sorolja fel. Ez a jelzés csupán a megfogalmazás eredetét és a szerzői jogokat jelzi, nem szolgál a cikkben szereplő információk forrásmegjelöléseként.